# 愛しのベス・クーパー
『愛しのベス・クーパー』（いとしのベスクーパー、原題：I Love You, Beth Cooper）は、2009年のアメリカのラブコメディ映画。ヘイデン・パネッティーアの初主演作品である。日本では劇場公開されず、2010年9月2日にDVDが発売された。
ラリー・ドイルの小説『I Love You, Beth Cooper』をドイル自らの脚本で映画化した作品である。

## ストーリー
優等生だがさえない高校生のデニスは、卒業式でチアリーダー部の部長であるベス・クーパーに愛の告白をしてしまう。
ベスはその告白を好意的に受け止めるが、彼女の元彼であるケヴィンは腹を立て、仲間とともにデニスの所へ来てしまった。
ベスとともに逃げ回るデニスだったが、ベスの奔放さは彼を振り回していった。

## キャスト
ベス・クーパー
演 - ヘイデン・パネッティーア、声 - 生天目仁美
チアリーダーのキャプテン。奔放な性格。
高校卒業後は地元の短大に進学予定。
デニス・クーヴァーマン
演 - ポール・ラスト、声 - 梶裕貴
成績は優秀だが冴えない高校生。片想いの相手ベスを勝手に理想化。
スタンフォード大学医学部に進学予定。
リッチ・マンチ
演 - ジャック・カーペンター、声 - 勝杏里
デニスの親友。周りからゲイと思われている。
何かと映画のセリフを自慢げに話す。
キャミー・アルコット
演 - ローレン・ロンドン、声 - 東條加那子
ベスの友人。アフリカ系。
ニューヨーク大学に進学し、演劇を学ぶ予定。
トリース・キルマー
演 - ローレン・ストーム、声 - 前田ゆきえ
ベスの友人。
ケヴィン
演 - ショーン・ロバーツ、声 - 竹内良太
ベスにフラれたばかりの元カレ。デニスたちの高校の卒業生で軍人。
マッチョなイケメンだがクレイジーな暴れ者。ベスに告白したデニスを執拗に狙う。
ヴァリ・ウーリー
演 - マリー・アヴゲロプロス
金持ちの娘で人気者のようだが実は性格の悪いアバズレ。
グレッグ・サロガ
演 - ジョシュ・エマーソン
学校一の暴れ者。巨漢。
デニスに本音を暴かれたことで逆にデニスを慕うようになる。
ミスター・C
演 - アラン・ラック、声 - 稲葉実
デニスの父親。デニスに高校最後の夏休みを楽しむように言う。
ミセス・C
演 - シンシア・スティーヴンソン
デニスの母親。デニスを溺愛。
サム
演 - サム・レヴァイン
デニスとベスがビールを買いに行ったコンビニエンスストアの店員。